# Molfsee (See)
Der Molfsee ist ein See in Schleswig-Holsteins und liegt südlich der Stadt Kiel in der gleichnamigen Gemeinde Molfsee. Gebildet hat sich der Molfsee am Ende der letzten Eiszeit, der Weichsel-Eiszeit. Seit dem Ende der Eiszeit ist der See im Begriff, langsam zu verlanden; es haben sich inzwischen drei Inseln darin gebildet, deren größte den Namen Möweninsel trägt.
Ihren Namen hat die Insel von der Lachmöwe bekommen, die hier mit etwa 1000 Brutpaaren ab Mitte April brütet. Inzwischen gibt es eine wachsende Kolonie von Grau- und Kanadagänsen. Während die Inseln früher aufgesucht wurden, um die Möweneier einzusammeln, stehen sie heute unter Naturschutz und dürfen nicht betreten werden.
Im Winter ist die Insel ein beliebter Ort zum Schlittschuhlaufen, das Zufrieren des Sees ist in den letzten Jahrzehnten allerdings seltener geworden.
Im Osten wird der See durch den Ort Molfsee begrenzt, im Süden durch den Streitberg.